# Eleições em 2004
Este artigo lista as eleições que ocorreram em 2004.

## Por país
Brasil
- Eleições municipais no Brasil em 2004

Estados Unidos
- Eleição presidencial nos Estados Unidos em 2004